# Palácio dos Jequitibás
Palácio dos Jequitibás, também conhecido como Paço Municipal de Campinas (PCM), é o edifício no qual se localiza a prefeitura de Campinas, abrigando o gabinete do prefeito (em seu quarto andar), algumas repartições de secretarias municipais e até 2005 abrigou no seu térreo e primeiro piso da ala esquerda o plenário e os gabinetes da Câmara Municipal de Campinas, cujo processo de transferência para imóvel próprio no bairro Ponte Preta foi concluído em 2006. É também conhecido por Paço Municipal ou simplesmente Paço.

## História
O Palácio dos Jequitibás, sede da Prefeitura de Campinas desde 1969, foi construído entre 1966 e 1968 em um terreno da antiga Santa Casa de Misericórdia. Seu projeto, vencedor de um concurso organizado pelo IAB-SP em 1957, foi elaborado pelos arquitetos Rubens Carneiro Viana e Ricardo Sievers, também responsáveis pela Assembleia Legislativa do Estado de São Paulo. Inserido no contexto de modernização urbana promovido pelo prefeito Ruy Novaes, o edifício reflete a verticalização da área central de Campinas e a adoção de elementos da arquitetura moderna.
Foi inaugurado oficialmente no dia 28 de outubro de 1968, substituindo a antiga sede da municipalidade o Palácio dos Azulejos.
O nome do Palácio é uma referência aos jequitibás centenários que ficavam no terreno dos fundos de um hospital (no qual foi erguido o Palácio), dos quais restaram poucos, entre eles Seu Rosa (que tombou sozinho em janeiro de 1999, com aproximadamente 150 anos) e Seu Rosinha.

## Características
Localizado à Avenida Anchieta, nº 200, o prédio tem dezenove pavimentos, subsolo, o edifício propriamente dito e dois blocos (no bloco A ficavam os gabinetes dos vereadores; no B, fica o Salão Vermelho e outras repartições). Possui uma área construída de 29.000m². A parte de baixo é revestida por mármore branco e os pavimentos têm a proteção adicional de brises.

## Galeria de Fotos

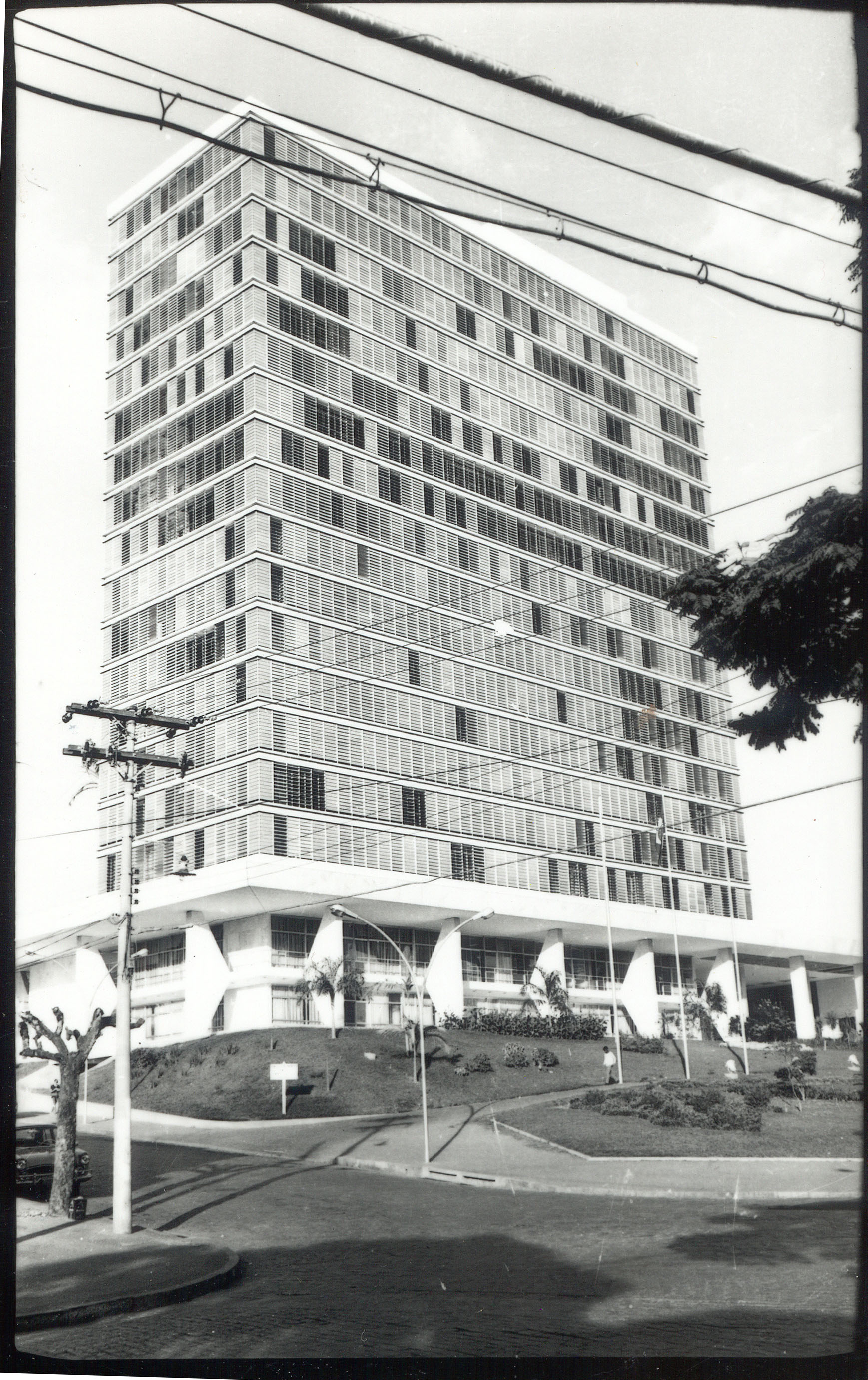
Palácio dos Jequitibás em 1970
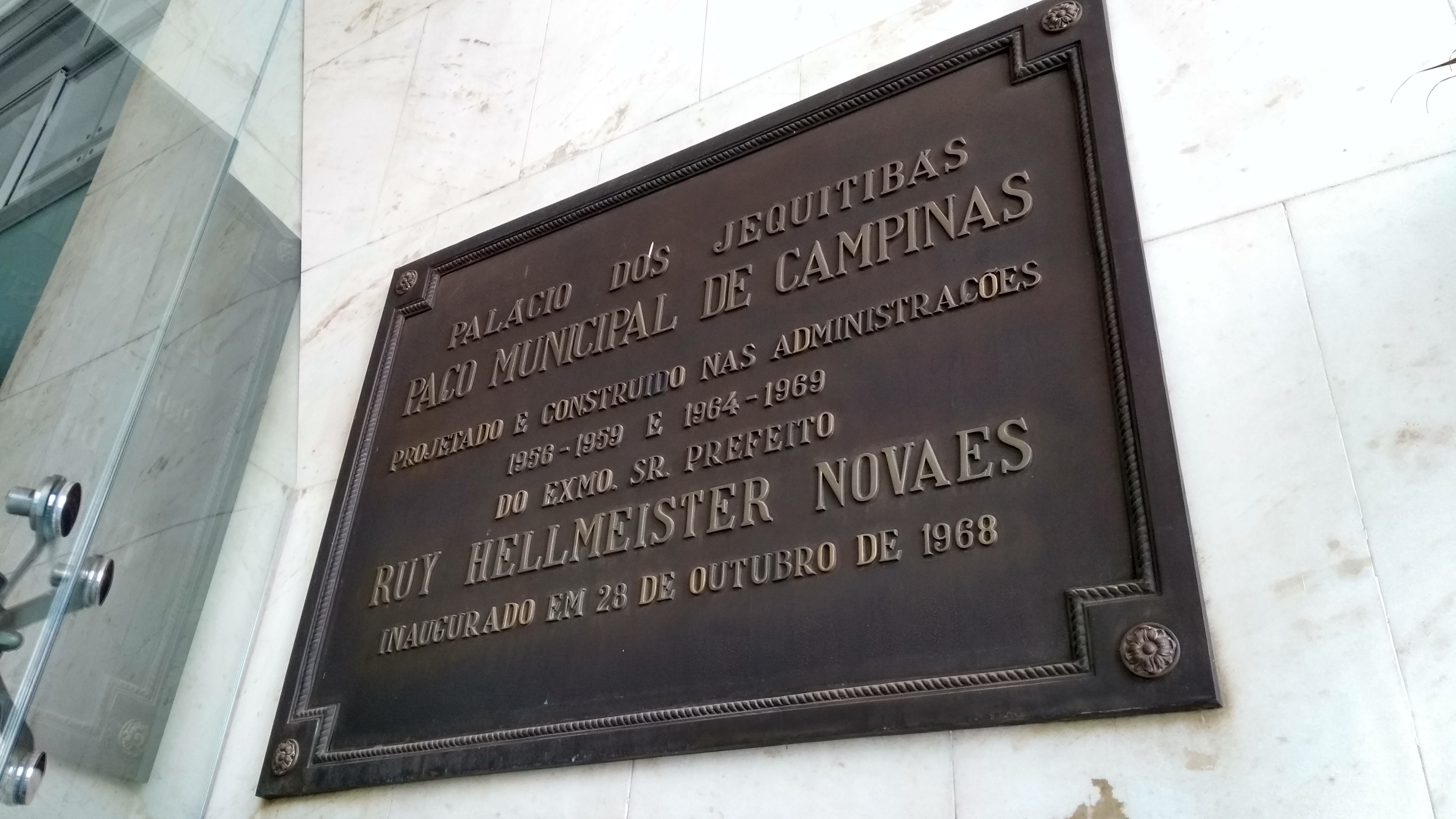
Placa na entrada do Palácio dos Jequitibás.
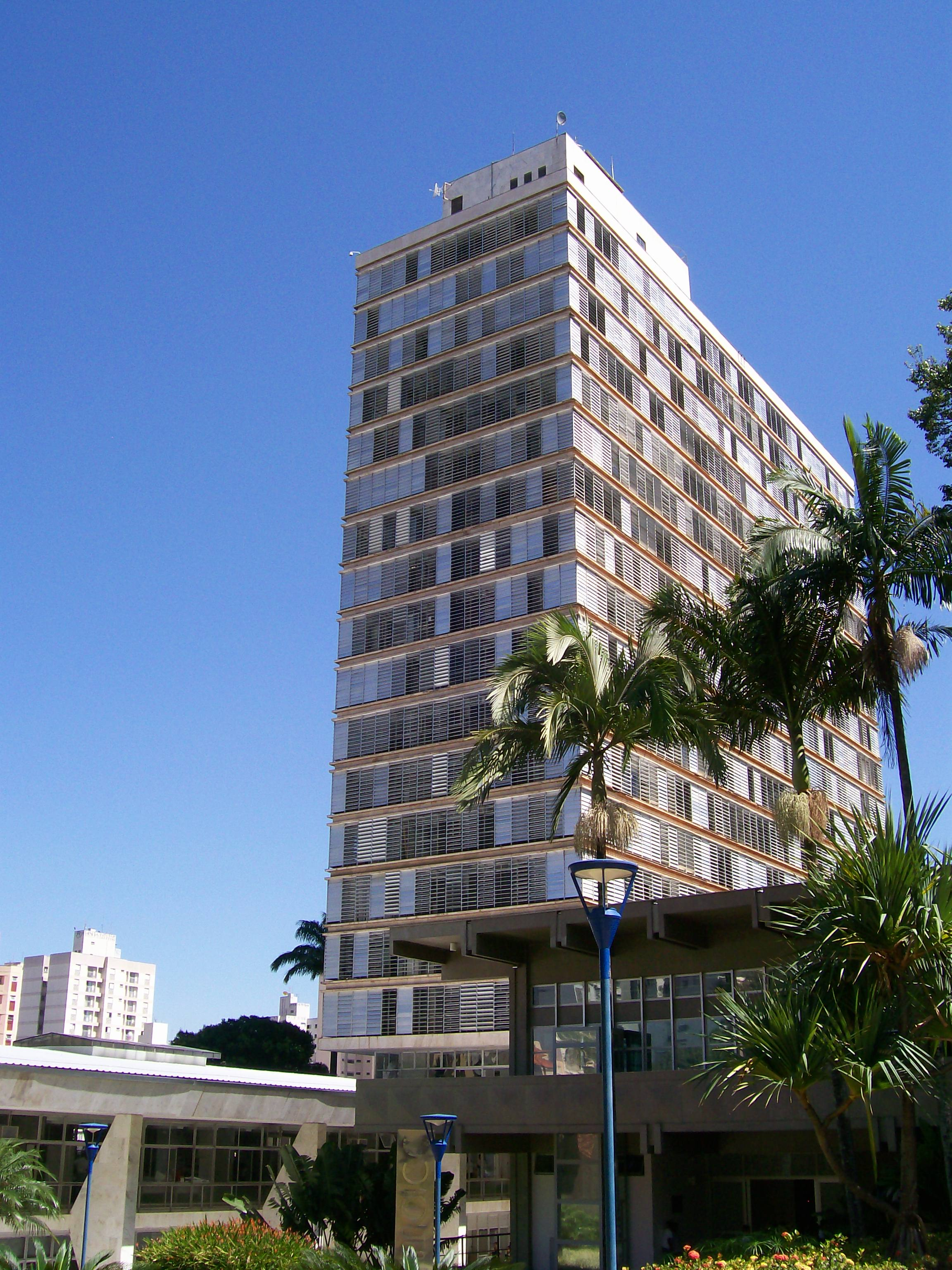
Visão lateral do Palácio dos Jequitibás.
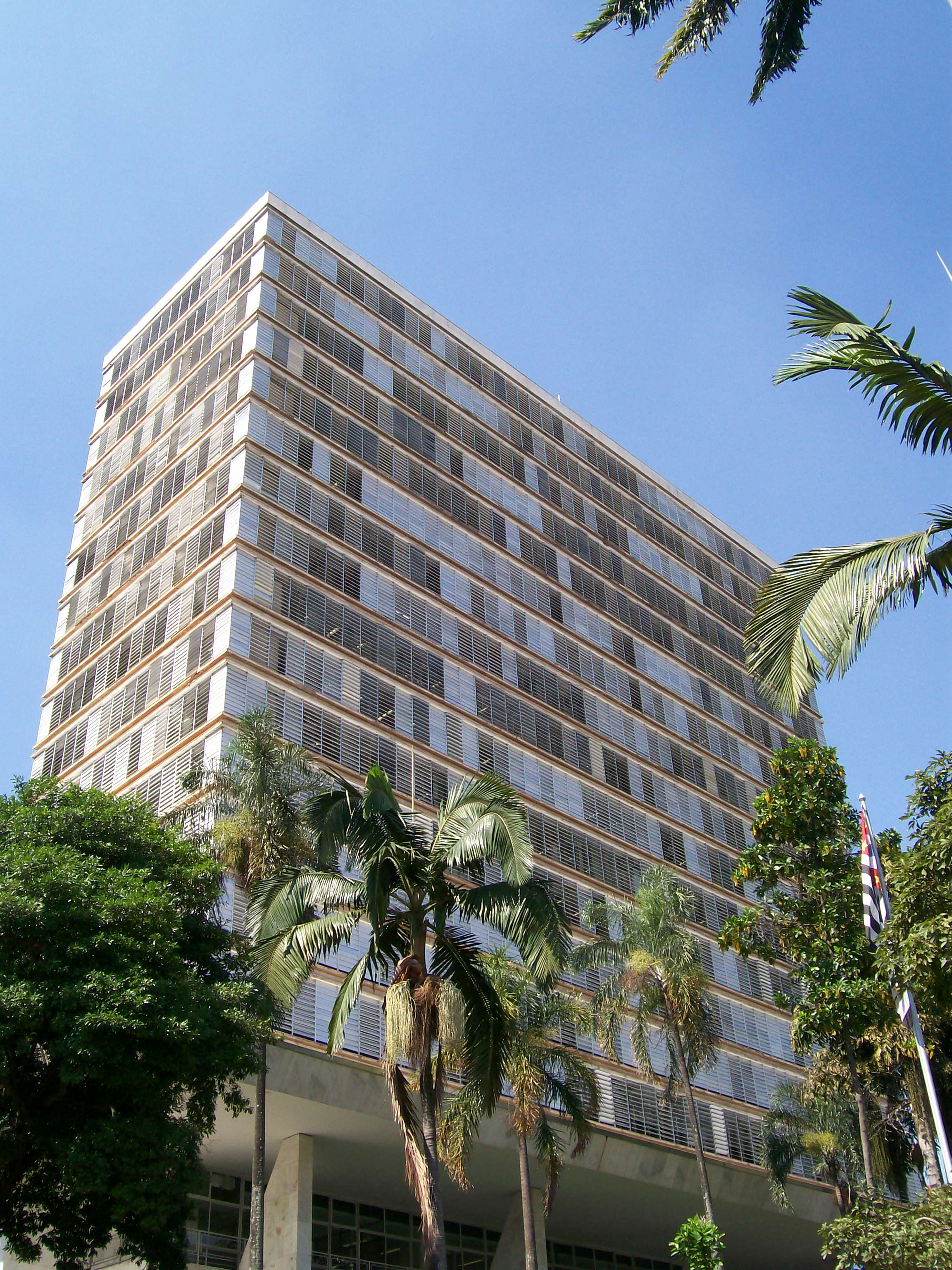
outra visão do Palácio.
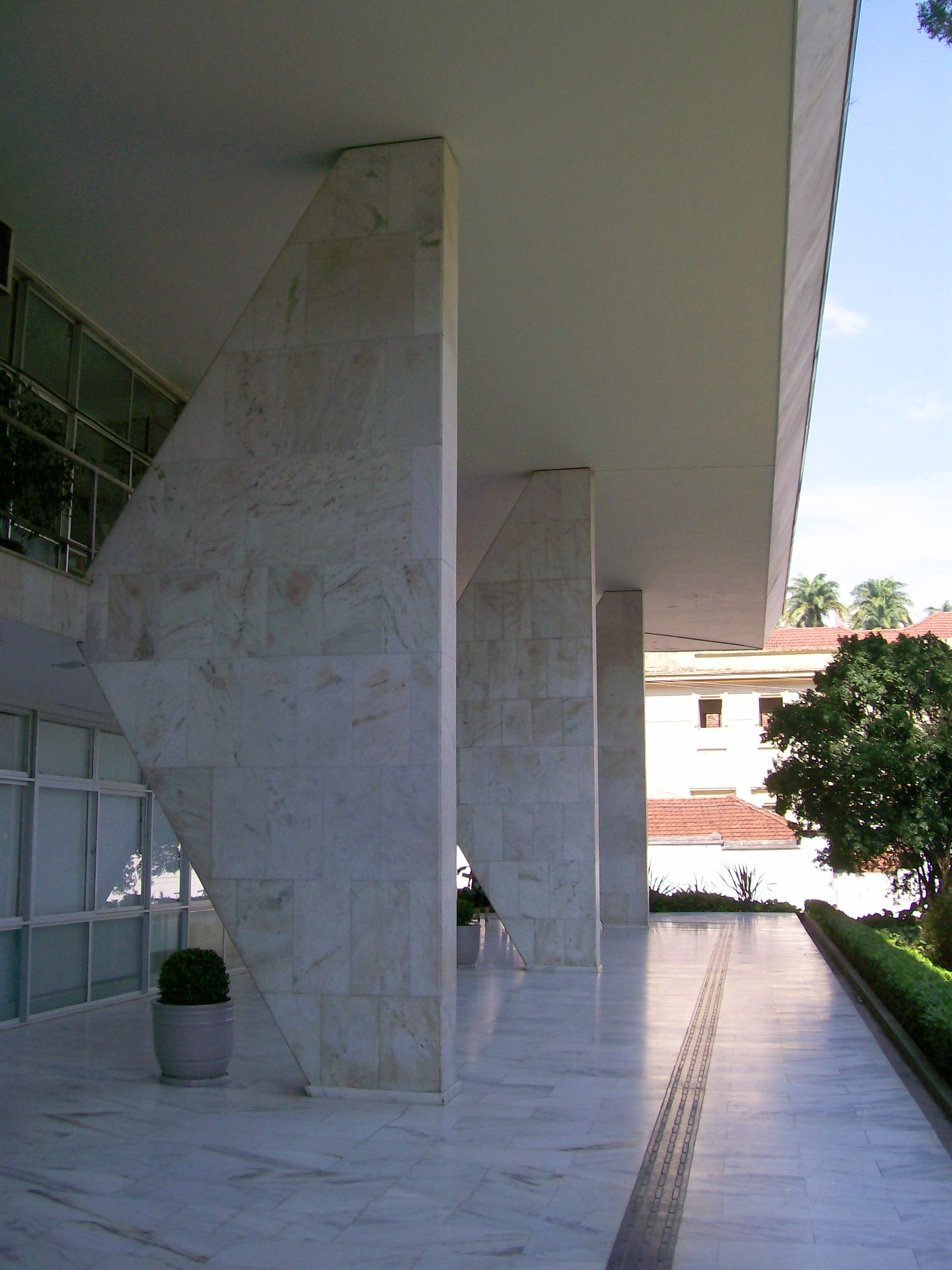
Pilotis no térreo.
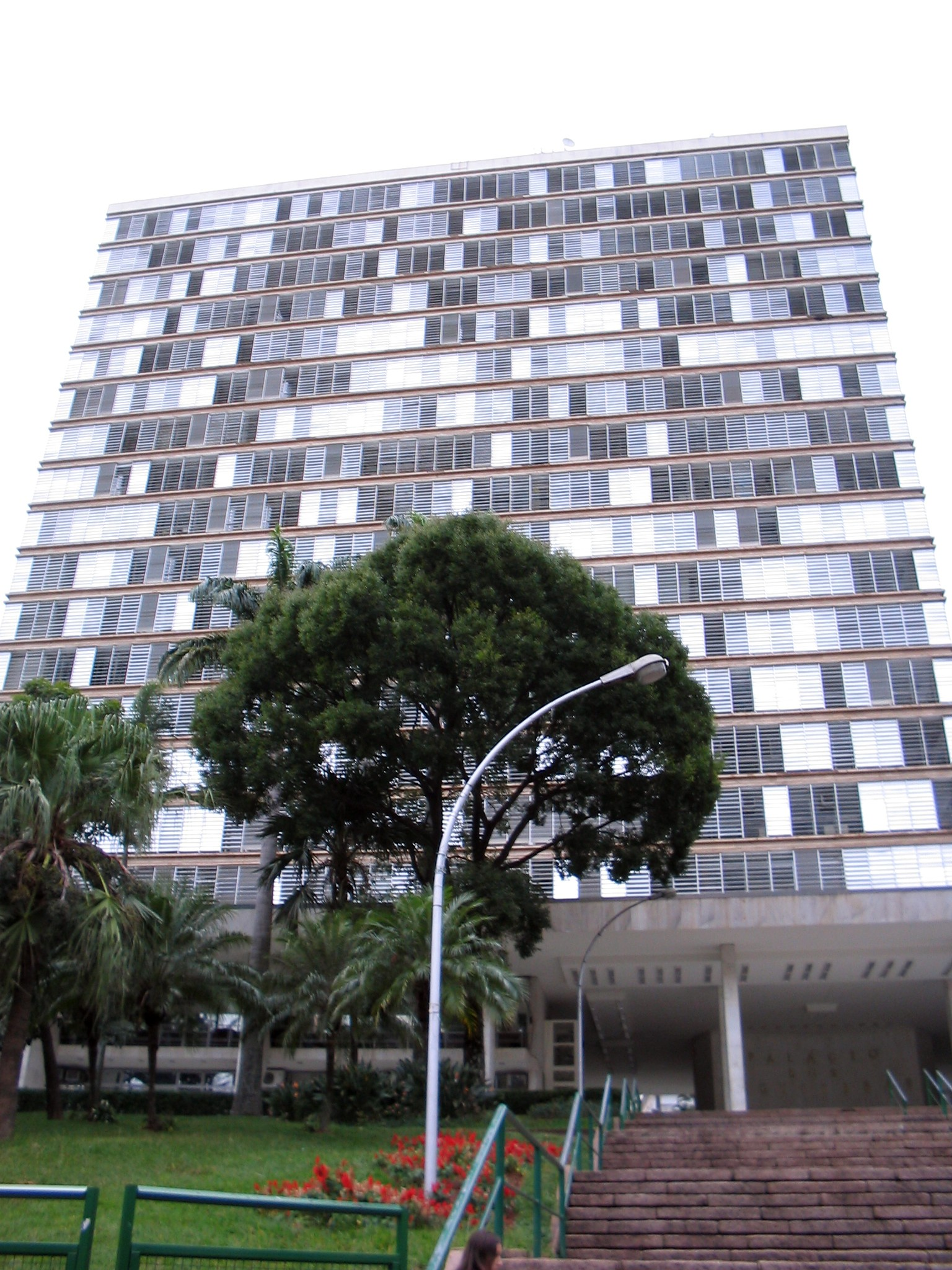
Palácio dos Jequitibás.
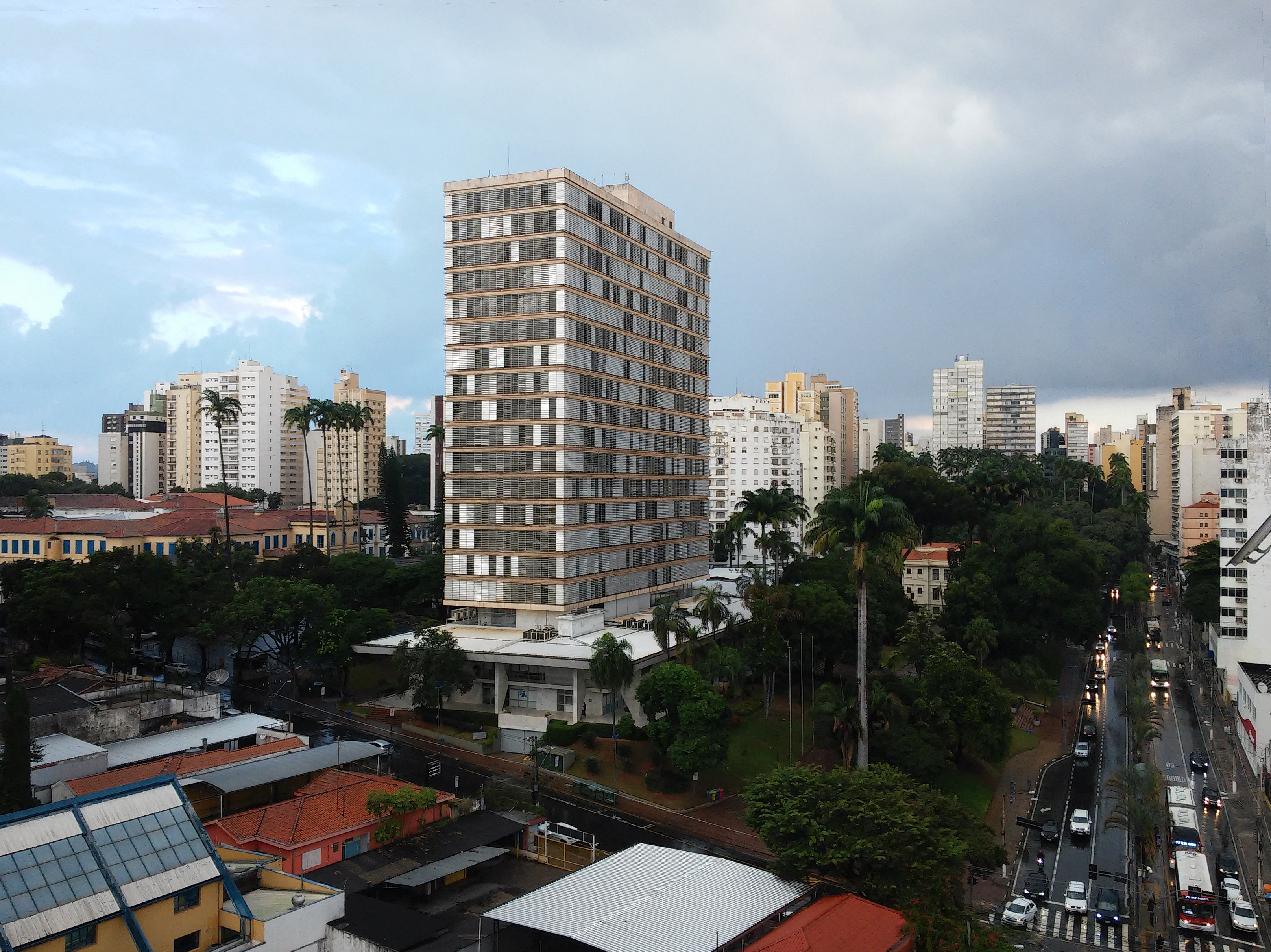
Palácio dos Jequitibás visto do alto
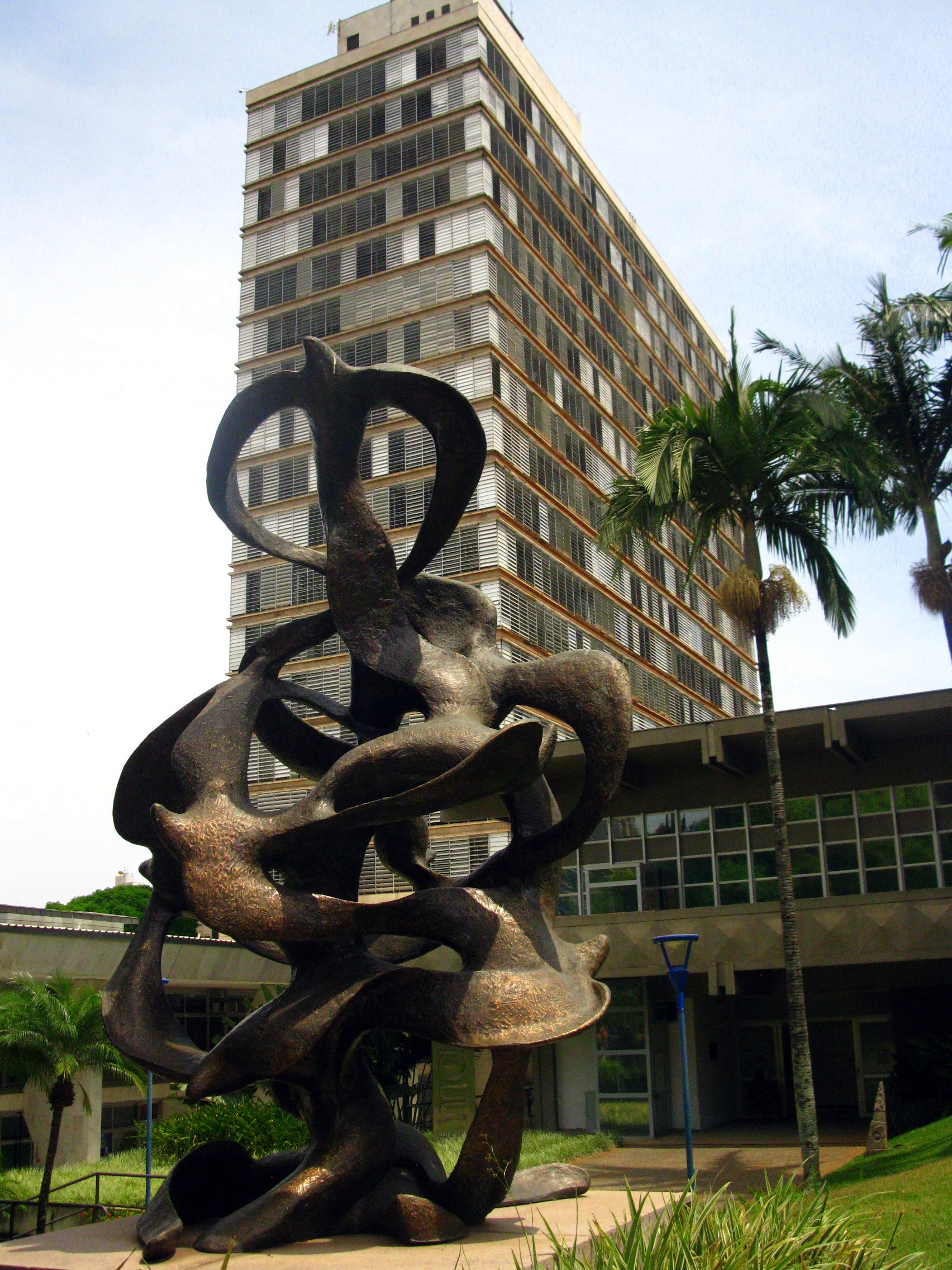
Monumento às Andorinhas e ao fundo o Palácio dos Jequitibás